# COLT

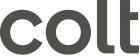
Logo van Colt Technology Services

Colt (City of London Telecom Group) is een telecommunicatiebedrijf met hoofdzetel in Groot-Brittannië, maar met vestigingen in 13 Europese landen. Colt richt zich op het leveren van telecommunicatie en managed services voor de zakelijke markt in Europa. Colt is vermeld op de London Stock Exchange.

## Geschiedenis
Colt werd opgericht in 1992 met financiering door Fidelity Investments. Het bedrijf begon met het opzetten van een telecommunicatie-netwerk in Londen. In 1993 verwierf het bedrijf een licentie om, in competitie met  BT en Cable and Wireless, spraak- en datatransportdiensten te gaan leveren. Later breidde het bedrijf uit binnen Europa, en gedurende tien jaar werden netwerken aangelegd in grote Europese steden. In Nederland werd Colt opgericht op 1 juli 1998 en gevestigd in Amsterdam. De vestiging in België werd opgericht op 27 september 1997 en is sinds januari 2010 gevestigd in Diegem bij Brussel.
Tijdens de internethype eind jaren 90, steeg de beurswaarde van Colt snel, en het behoorde tot de Top 100 van Britse bedrijven. Na de internethype daalde de beurswaarde dramatisch.
In 2010 wijzigt Colt zijn strategie fundamenteel en evolueert het van een klassieke data/voice operator naar een "ICT service buro" met een volwaardig aanbod van beheerde IT diensten, door gebruik te maken van datacenters die Europa gebouwd zijn. De strategie houdt, naast een nieuw logo, eveneens een naamswijziging in: Colt Telecom wordt Colt Technology Services.
Het bedrijf heeft drie verticale marktsegmenten: Colt Enterprise Services (CES), Data Centre Services (DCS) en Colt Communication Services (CCS). Deze laatste divisie richt zich op het indirecte verkoopkanaal en heeft speciaal voor dit segment de dienst Colt Smart Office opgezet.

## Colt in België
Het glasvezelnetwerk van Colt in België is erg fijnmazig en verbindt onder andere grootsteden Antwerpen, Brussel, Gent en werd in juni 2010 uitgebreid met 250 bijkomende kilometer glasvezel op de as Brussel-Gent-Antwerpen dankzij een twintigjarig gemeenschappelijk gebruiksrecht via FOD Defensie. In datzelfde jaar wordt een bijkomende glasvezelring in gebruik genomen in de regio rond Mechelen. Dankzij de eigen DSL-infrastructuur en partnerovereenkomsten kunnen alle Belgische bedrijven via dit netwerk een beroep doen op telefonie, datacommunicatie en managed services. Colt telt 19 datacenters in Europa. Het Tier-3 datacenter in België bevindt zich in Nossegem bij Brussel.

## Colt in Nederland
In Nederland beschikt Colt over een glasvezelnetwerk in de steden Amsterdam, Rotterdam en Den Haag. Het netwerk in Amsterdam is grotendeels overgenomen van TNW (Telecom Noord West), een (voormalig) onderdeel van het energiebedrijf ENW. Tevens beschikt Colt over een datacenter in Amsterdam en Roosendaal.